# Sémiophonie
 (juin 2024).
Si vous disposez d'ouvrages ou d'articles de référence ou si vous connaissez des sites web de qualité traitant du thème abordé ici, merci de compléter l'article en donnant les références utiles à sa vérifiabilité et en les liant à la section « Notes et références ».
La sémiophonie est une méthode de rééducation des troubles du langage. Élaborée, à partir de la fin des années 1960, par le docteur Isi Beller selon l'idée que la plupart des troubles du langage sont l'expression de troubles relationnels, la question était alors : que pouvait signifier « rééduquer » et que pouvait-on chercher à rééduquer ?
La méthode sémiophonique est le fruit de recherches, d'observations cliniques et d'exercice de Isi Beller, phoniatre, psychanalyste, de ses connaissances des théories linguistiques (Saussure, Jakobson), psychopédagogiques (Piaget), des gestaltistes (Gelb, Goldstein), philosophiques, des travaux des neuropsychiatres notamment Julian de Ajuriaguerra, Pierre Marie, Alexandre Louria ; elle a pour cœur surtout un dispositif original permettant la réorganisation des automatismes du langage via un dispositif de traitement du son, matériel ou logiciel,  et d'un protocole visant à reparcourir sur un mode accéléré différents stades de l'acquisition et du développement des capacités d'expression.
L'objet de cette méthode est de réorganiser et de stimuler la perception auditivo-verbale ; ses enjeux, de favoriser différents aspects participant du développement du langage comme l'attitude catégorielle, et de recréer la possibilité d'une circulation entre les facultés gnosiques, praxiques et affectives : la fonction du langage se structurant à partir de la communication que l'enfant établit peu à peu avec l'univers qui l'entoure, elle ne saurait être réduite à un phénomène strictement physiologique, mécanique, phonétique, phonémique ou grammatical. 
Elle permet de pallier les difficultés généralement désignées sous les noms de dyslexie, retard de langage, mais aussi d'autres désordres identifiés sous les termes de dyspraxie, dyscalculie, dysorthographie, des troubles de l'attention ou des problèmes de concentration aussi, voire dans certains cas des troubles du comportement - apathie, « hyperactivité » autrement appelée trouble du déficit de l'attention avec ou sans hyperactivité.

## Processus
Selon le Docteur Beller, « La sémiophonie est fondée sur une conception essentiellement phonologique (reposant sur les sons propres à une langue) de la dyslexie. Je propose que l'enfant dyslexique soit ramené au stade du langage tel qu'il l'entendait au cours des premiers mois de sa vie, quand les mots n'avaient pas encore de signification pour lui. Ces éléments significatifs - la mélodie des mots, la capacité de séparer le langage en syllabes - doivent être automatisés dans le cerveau pour que l'enfant puisse aborder le problème de la signification. »,.  
La sémiophonie est une méthode audio-phonatoire destinée aux enfants, adolescents et adultes atteints d’un trouble du développement du langage (retard de parole, dyslexie-dysorthographie…). Cette méthode fait appel à un procédé de traitement du son, matériel ou logiciel, qui agit sur la boucle audio-phonatoire du patient. . 

## Dispositif
La rééducation sémiophonique nécessite l’utilisation d’un dispositif de traitement du son, matériel ou logiciel, qui a la capacité de modifier acoustiquement les sons que le sujet perçoit dans des écouteurs.
Le but est de rééduquer à l'enfant les éléments structuraux constitutifs de la parole tels qu’ils se sont mis en place dès l’origine, au moment où celui-ci découvrait sa capacité de discriminer et de décoder les phonèmes et les mots.
Ce dispositif permet d’agir sur la sensibilité prosodique en accentuant les éléments structurants rythmiques et acoustiques des mots et des phonèmes. En les accentuant, ce dispositif permettrait à l'enfant d'apprendre à distinguer la structure des phonèmes et des mots.
Selon le docteur Beller, « en règle générale, on compte quatre-vingt-dix séances, à raison de deux séances d'une heure par semaine ».

## Aspects cliniques
D’une part, toutes les études menées sur la sémiophonie montrent des résultats significatifs et durables sur les compétences langagières des patients traités. D'autre part, de nombreux témoignages font état de réelles améliorations au niveau psychologique et comportemental : désinhibition du patient, plus grande autonomisation, confiance en soi progressivement retrouvée…
Une étude, subventionnée par le ministère  français de la Santé, menée dans quatre hôpitaux parisiens Rober-Debré Paris, Trousseau, Val-de-Grâce et la Salpêtrière() a été menée auprès de trois groupes de 9 enfants dyslexiques, sous la surveillance de l'Inserm. Neuf enfants ont suivi une méthode orthophonique traditionnelle, neuf autres la méthode de Paula Tallal (méthode FastForWord parfois appelée « méthode américaine ») et les neuf derniers une méthode sémiophonique.
L'étude conclut que les trois méthodes ne se distinguent pas par des résultats quantitativement différents, mais pourraient offrir des prises en charge complémentaires. Il faut cependant relever le fait que cette étude ne portait que sur 27 sujets (dont seulement 5 filles) et que ses résultats n'ont pas fait l'objet d'analyses statistiques rigoureuses, ce qui en limite fortement la portée.

## Recommandations
« Confortée par les hypothèses actuelles sur ce déficit de perception du rythme de parole, la méthode sémiophonique développée empiriquement, selon le postulat d’un déficit de « traitement prosodique » (Beller, 1973), propose des entraînements de stimuli sonores constitués de modulation d’amplitude de l’enveloppe sonore prosodique du langage oral. À ce jour, quelques études ont démontré des gains en conscience phonologique et en lecture de ce programme (Lloyd et Nicholson, 2003 ; Le Normand et al., 2007), mais ces résultats demandent à être confirmés ».